# Всероссийская киберспортивная студенческая лига
Всероссийская киберспортивная студенческая лига (ВКСЛ) — ежегодные соревнования по компьютерному спорту среди молодых игроков, обучающихся в высших и средних специальных учебных заведениях. C 2019 года включены в Единый календарный план межрегиональных, всероссийских и международных физкультурных мероприятий (Физкультурные мероприятия среди детей и учащейся молодёжи) Минспорта Российской Федерации. Организацией и проведением занимается Федерация компьютерного спорта России (ФКС России).
Лига была основана в 2016 году для популяризации киберспорта среди студентов и предоставления им профессиональной соревновательной площадки. В этом же году официально состоялся первый сезон ВКСЛ с призовым фондом в 7 млн рублей. 

### Виды программы
ФКС России выбирает виды программы для матчей ВКСЛ исходя из их популярности в различных регионах России, интереса самих игроков, а также текущих возможностей организаторов. За прошедшие 8 сезонов в рамках Всероссийской киберспортивной студенческой лиги проводились соревнования по
- Counter-Strike2 - трёхмерный бой;
- Dota 2 — боевая арена;
- Tekken 8 — файтинг;
- StarCraft II — стратегия в реальном времени.

Программа соревнований ВКСЛ меняется ежегодно, и в неё регулярно добавляются новые видеоигры — как только набирающие популярность, так и уже признанные во всём мире.

### Правила участия
Принять участие в матчах ВКСЛ могут спортсмены, проживающие на территории России и достигшие возраста 16 лет. Сборные команды формируются из действующих студентов вузов и ссузов, обучающихся в одном учебном заведении. В рамках соревнований один человек имеет право выступать только за одну сборную и только в одном виде программы. За организацию тренировочного процесса в период подготовки к матчам отвечают сами студенты, либо руководство их учебного заведения.

### Формат проведения
Сезон ВКСЛ традиционно состоит из трёх соревновательных этапов: регионального, зонального и финального.
- Региональный этап — соревнования в пределах отдельных субъектов Российской Федерации;
- Зональный этап — соревнования в пределах федеральных округов Российской Федерации;
- Финальный этап — соревнования среди 8 команд, показавших наилучший результат в ходе предыдущих этапов.

Одна из важнейших особенностей ВКСЛ — проведение соревнований среди сборных, выступающих сразу в нескольких киберспортивных дисциплинах. Поэтому переход в следующий этап сезона осуществляется только по суммарному количеству баллов во всех видах программы.
Начиная с сезона 2020/2021, количество квот в зональный этап для каждого из регионов напрямую зависит от количества сборных, соревнующихся в этом регионе. По умолчанию, в зональный этап выходит только одна команда от региона. Но, если в региональном этапе принимает участие более 16 сборных, то этот регион получает две квоты. В свою очередь, в финальный этап может пройти только одна команда от федерального округа.
Как правило, матчи регионального и зонального этапов проходят на площадках, предоставленных региональными организаторами. Финальный этап традиционно проводится в LAN-формате на сцене VK play Арены в Москве. Исключением стали лишь сезон 2019/2020 года, который полностью проходил в онлайн-формате из-за пандемии коронавируса. Начиная с 2022 года финальный этап стал проводиться в других городах. Финал шестого сезона проходил в Ростове-на-Дону, седьмой сезон проходил в Нижнем Новгороде.

## Восьмой сезон (2024 г.)
Призовой фонд — 3 млн рублей;
Виды программы — Dota 2; Counter-Strike 2,  StarCraft II, Tekken 8;
Победители и призёры:
1. Российский технологический университет МИРЭА (Москва);
2. Российский университет имени Г.В. Плеханова (Москва);
3. Уфимский университет науки и технологий (Республика Башкортостан);

Победители в отдельных видах программах стали:
Dota 2 —  Российский технологический университет (РТУ МИРЭА);
Counter-Strike 2 — Российский технологический университет (РТУ МИРЭА);
StarCraft II — Российский технологический университет (РТУ МИРЭА);
Tekken 8 — Российский университет имени Г.В. Плеханова

## Седьмой сезон (2023 г.)
Призовой фонд — 3 млн рублей;
Число участников — 9 589 спортсменов;
Виды программы — Dota 2, Counter-Strike: Global Offensive,  StarCraft II,  Hearthstone, Clash Royale;
Победители и призёры:
1. Российский технологический университет МИРЭА (Москва);
2. Уральский федеральный университет (Свердловская область);
3. Национальный исследовательский университет МЭИ (Москва);

Победители в отдельных видах программы стали:
Dota 2 — Уральский федеральный университет (УрФУ);
Counter-Strike: Global Offensive — Уральский федеральный университет (УрФУ);
StarCraft II — Российский технологический университет (РТУ МИРЭА);
Hearthstone — Российский технологический университет (РТУ МИРЭА);
Clash Royale — Российский технологический университет (РТУ МИРЭА);

## Шестой сезон (2022 г.)
Призовой фонд — 3 млн рублей;
Число участников — 451 учебное заведение;
Виды программы — Dota 2, Counter-Strike: Global Offensive,  StarCraft II,  Hearthstone, Clash Royale;
Победители и призёры:
1. Уральский федеральный университет (Свердловская область);
2. Южный федеральный университет (Ростовская область);
3. Уфимский государственный нефтяной технический университет (Республика Башкортостан);

Победителями в отдельных видах программы стали:
Dota 2 —  Уральский федеральный университет (УрФУ);
Counter-Strike: Global Offensive — Уральский федеральный университет (УрФУ);
StarCraft II — Уфимский государственный нефтяной технический университет (УГНТУ);
Hearthstone —  Южный федеральный университет (ЮФУ);
Clash Royale — Московский государственный технический университет имени Н. Э. Баумана (МГТУ им. Н. Э. Баумана);

## Пятый сезон (2020/2021 гг.)
Призовой фонд — 2,5 млн рублей;
Число участников — 397 учебных заведений;
Виды программы — Dota 2, Counter-Strike: Global Offensive, Hearthstone, Clash Royale и StarCraft II.
Партнёры и спонсоры — ESforce Holding, Министерство спорта РФ, Министерство просвещения РФ, Университет ИТМО, Energy FM.
Победители и призёры:
1. Санкт-Петербургский политехнический университет Петра Великого;
2. Уральский федеральный университет;
3. МИРЭА — Российский технологический университет;

Победителями в отдельных видах программы стали:
Dota 2 — Дальневосточный федеральный университет (ДВФУ);
Counter-Strike: Global Offensive — Санкт-Петербургский политехнический университет Петра Великого (СПбПУ);
Hearthstone — Уральский федеральный университет (УрФУ);
StarCraft II — Российский технологический университет (РТУ МИРЭА);
Clash Royale — Санкт-Петербургский политехнический университет Петра Великого (СПбПУ)

## Четвёртый сезон (2019/2020 гг.)
Призовой фонд — 2,34 млн рублей;
Число участников — 254 учебных заведения;
Виды программы — Dota 2, Counter-Strike: Global Offensive, Hearthstone, Clash Royale и WarCraft III: Reforged.
Партнёры и спонсоры — Фонд президентских грантов, ESforce Holding.
Победители и призёры:
1. Новосибирский государственный технический университет;
2. Тюменский государственный университет;
3. Пермский национальный исследовательский политехнический университет.

Победителями в отдельных видах программы стали:
Dota 2 — Тюменский государственный университет (ТюмГУ);
Counter-Strike: Global Offensive — Кубанский государственный университет (КубГУ);
Hearthstone — Пермский национальный исследовательский политехнический университет (ПНИПУ);
WarCraft III: Reforged — Тюменский государственный университет (ТюмГУ);
Clash Royale — Новосибирский государственный технический университет (НГТУ).

## Третий сезон (2018/2019 гг.)
Призовой фонд — 3 млн рублей;
Число участников — 231 учебное заведение;
Виды программы: Dota 2, Counter-Strike: Global Offensive, Hearthstone, Warface и Artifact.
Партнёры и спонсоры — Mail.ru Group, Steel Series, Почта Банк, Фонд президентских грантов.
Победители и призёры:
1. Санкт-Петербургский политехнический университет Петра Великого;
2. Сибирский федеральный университет;
3. МИРЭА-Российский технологический университет.

Лучшими в отдельных видах программы стали:
Dota 2 — Санкт-Петербургский политехнический университет Петра Великого;
CS:GO — Санкт-Петербургский политехнический университет Петра Великого;
Hearthstone — Санкт-Петербургский политехнический университет Петра Великого;
Warface — МИРЭА-Российский технологический университет;
Artifact — Сибирский федеральный университет.

## Второй сезон (2017/2018 гг.)
Призовой фонд — 6 млн рублей;
Число участников — 170 учебных заведений;
Виды программы: Dota2, CS:GO, HotS, Eternal, Hearthstone и Tekken 7
Партнёры и спонсоры — Mail.ru Group, MSI, Yota, Фонд президентских грантов.
Победители и призёры:
- 1 место — Санкт-Петербургский политехнический университет Петра Великого (2 675 000 руб.);
- 2 место — Уральский федеральный университет (1 395 000 руб.);
- 3 место — Кубанский государственный университет (725 000 руб.);
- 4 место — Юго-Западный государственный университет (365 000 руб.);
- 5 место — Уфимский государственный авиационный технический университет (210 000 руб.);
- 5 место — Новосибирский Государственный Университет Экономики и Управления (210 000 руб.);
- 5 место — Северо-Кавказский федеральный университет (210 000 руб.);
- 5 место — Дальневосточный государственный университет путей сообщения (210 000 руб.).

## Первый сезон (2016/2017 гг.)
Призовой фонд — 7 млн рублей;
Число участников — 91 учебное заведение;
Виды программы: League of Legends, Counter-Strike: Global Offensive, Dota 2, FIFA 17 и Hearthstone
Партнёры и спонсоры — Riot Games.
Победители и призёры:
1. Санкт-Петербургский политехнический университет Петра Великого[12];
2. Кубанский государственный университет;
3. Казанский (Приволжский) федеральный университет.